# Talk About You
Talk About You is een nummer van de Britse zanger Mika uit 2015. Het is de eerste single van zijn vierde studioalbum No Place in Heaven.
Het nummer had het meeste succes in Frankrijk, waar het de 35e positie behaalde. In Mika's thuisland het Verenigd Koninkrijk en in Nederland behaalde het nummer geen hitlijsten, in Vlaanderen haalde het de 8e positie in de Tipparade.